# Ambassade van IJsland in China
De ambassade van IJsland in de Volksrepubliek China is gevestigd in het diplomatieke district Chaoyang van Peking en vertegenwoordigt IJsland ook in Mongolië, Thailand en Vietnam.

## Geschiedenis
De bilaterale betrekkingen tussen IJsland en de Volksrepubliek China werden op 14 december 1971 geformaliseerd. Op 25 september 1973 werd Sigurður Bjarnason als eerste ambassadeur benoemd, die IJsland vanuit de ambassade in Kopenhagen vertegenwoordigde. In 1976 werd per presidentieel decreet besloten om ambassadeurs voor "verre landen" te benoemen die opereerden vanuit het ministerie van Buitenlandse Zaken in Reykjavik.
Op 21 januari 1995 opende de ambassade in Peking, wat de eerste IJslandse ambassade in Azië was. In de eerste jaren vielen ook Indonesië, Japan, Noord-Korea, Zuid-Korea, Thailand en Vietnam onder het dekkingsgebied van de ambassade. Daar kwamen in wisselende samenstelling andere Aziatische en Pacifische landen bij, waaronder ook Nieuw-Zeeland en Australië.

## Missie
De missie in Peking vertegenwoordigt IJsland in de Volksrepubliek China, Mongolië, Thailand en Vietnam, waarbij de ambassadeur in deze landen is geaccrediteerd. Er zijn in het dekkingsgebied honorair consuls benoemd in Hongkong, Ulaanbaatar, Hanoi, Ho Chi Minhstad en Bangkok.

## Ambassadeurs
De volgende diplomaten waren geaccrediteerd ambassadeur voor IJsland naar China. IJsland werd tot de opening van de ambassade in Peking op afstand vertegenwoordigd door niet-residerende ambassadeurs.
| #                                                              | Naam                                     | Aanstelling                              | Einde missie                             | Bron                                     | Vertegenwoordiging naar |
| Zaakgelastigde ambassadeur in Kopenhagen                       | Zaakgelastigde ambassadeur in Kopenhagen | Zaakgelastigde ambassadeur in Kopenhagen | Zaakgelastigde ambassadeur in Kopenhagen | Zaakgelastigde ambassadeur in Kopenhagen | Zaakgelastigde ambassadeur in Kopenhagen |
| -------------------------------------------------------------- | ---------------------------------------- | ---------------------------------------- | ---------------------------------------- | ---------------------------------------- | --- |
| 1                                                              | Sigurður Bjarnason                       | 25 september 1973                        | 20 september 1976                        |                                          | |
| Zaakgelastigde ambassadeur in Reykjavik                        |                                          |                                          |                                          |                                          | |
| 2                                                              | Pétur Thorsteinsson                      | 20 september 1976                        | 24 februari 1988                         |                                          | |
| 3                                                              | Benedikt Gröndal                         | 24 februari 1988                         | 12 april 1991                            |                                          | |
| 4                                                              | Ingvi S. Ingvarsson                      | 12 april 1991                            | 21 januari 1995                          |                                          | |
| Ambassadeur in Peking                                          |                                          |                                          |                                          |                                          | |
| 5                                                              | Hjálmar W. Hannesson                     | 21 januari 1995                          | 26 maart 1998                            |                                          | Thailand Vietnam Japan (tot 2001) Indonesië (tot 2003) Noord-Korea (tot 2022) Zuid-Korea (tot 2022) Australië (1999-2018) Nieuw-Zeeland (1999-2018) Mongolië (vanaf 1999) Cambodja (2007-2022) Laos (2007-2022) Bron |
| 6                                                              | Ólafur Egilsson                          | 26 maart 1998                            | 27 januari 2003                          |                                          | Thailand Vietnam Japan (tot 2001) Indonesië (tot 2003) Noord-Korea (tot 2022) Zuid-Korea (tot 2022) Australië (1999-2018) Nieuw-Zeeland (1999-2018) Mongolië (vanaf 1999) Cambodja (2007-2022) Laos (2007-2022) Bron |
| 7                                                              | Eiður Svanberg Guðnason                  | 27 januari 2003                          | 14 november 2006                         |                                          | Thailand Vietnam Japan (tot 2001) Indonesië (tot 2003) Noord-Korea (tot 2022) Zuid-Korea (tot 2022) Australië (1999-2018) Nieuw-Zeeland (1999-2018) Mongolië (vanaf 1999) Cambodja (2007-2022) Laos (2007-2022) Bron |
| 8                                                              | Gunnar Snorri Gunnarsson                 | 14 november 2006                         | 11 januari 2010                          |                                          | Thailand Vietnam Japan (tot 2001) Indonesië (tot 2003) Noord-Korea (tot 2022) Zuid-Korea (tot 2022) Australië (1999-2018) Nieuw-Zeeland (1999-2018) Mongolië (vanaf 1999) Cambodja (2007-2022) Laos (2007-2022) Bron |
| 9                                                              | Kristín A. Árnadóttir                    | 11 januari 2010                          | 1 augustus 2013                          | [ 12 ] [ 13 ]                            | Thailand Vietnam Japan (tot 2001) Indonesië (tot 2003) Noord-Korea (tot 2022) Zuid-Korea (tot 2022) Australië (1999-2018) Nieuw-Zeeland (1999-2018) Mongolië (vanaf 1999) Cambodja (2007-2022) Laos (2007-2022) Bron |
| 10                                                             | Stefán Skjaldarson                       | 11 oktober 2013                          | 31 december 2017                         | [ 14 ] [ 15 ]                            | Thailand Vietnam Japan (tot 2001) Indonesië (tot 2003) Noord-Korea (tot 2022) Zuid-Korea (tot 2022) Australië (1999-2018) Nieuw-Zeeland (1999-2018) Mongolië (vanaf 1999) Cambodja (2007-2022) Laos (2007-2022) Bron |
| 11                                                             | Gunnar Snorri Gunnarsson                 | 23 januari 2018                          | 7 september 2021                         | [ 16 ]                                   | Thailand Vietnam Japan (tot 2001) Indonesië (tot 2003) Noord-Korea (tot 2022) Zuid-Korea (tot 2022) Australië (1999-2018) Nieuw-Zeeland (1999-2018) Mongolië (vanaf 1999) Cambodja (2007-2022) Laos (2007-2022) Bron |
| 12                                                             | Thórir Ibsen                             | 7 september 2021                         |                                          | [ 18 ] [ 19 ]                            | Mongolië Thailand Vietnam Bronn |
| Bron tot en met maart 2016. Lijst bijgewerkt in februari 2024. |                                          |                                          |                                          |                                          | |